# Tragia cinerea
Tragia cinerea là một loài thực vật có hoa trong họ Đại kích. Loài này được (Pax) M.G.Gilbert & Radcl.-Sm. miêu tả khoa học đầu tiên năm 1985.